# Zelfstudie
Zelfstudie is onderwijs zonder de hulp van een leraar. Deze zet hooguit de leerlijnen uit en zorgt dat de doelen worden behaald. Men moet hierbij voornamelijk denken aan de studie uit boeken, tijdschriften en dergelijke.

## Instituten
Zelfstudie kan gedaan worden door materiaal en begeleiding te betrekken bij commerciële onderwijsinstituten, zoals de Leidse Onderwijsinstellingen, het Nederlands Talen Instituut of de Nationale Handelsacademie. 
De Belgische overheid organiseerde voorheen laagdrempelige cursussen, aangepast aan het niveau van de cursist. Dit noemde men begeleid individueel studeren (BIS).

## Autodidact
Iemand die een zekere staat van kennis heeft verworven buiten de formele leerwegen om noemt men een autodidact.